# Chengdu J-10
El Chengdu J-10 (en chino tradicional, 殲十; en chino simplificado, 歼十; pinyin, Jiān Shí, significado "aniquilador (Interceptor) Diez") es un caza polivalente de la República Popular China, de características todo tiempo y de 4.ª generación. El avión fue diseñado por el Instituto de Diseño de Aeronaves Chengdu (Instituto 611) y construido por la empresa china Corporación de Aeronaves Chengdu (CAC) de AVIC. El J-10 está diseñado principalmente para el combate aire-aire, pero también puede realizar misiones de ataque. La designación OTAN es Firebird.
La aeronave se encuentra operativa dentro de la Fuerza Aérea del Ejército Popular de Liberación (PLAAF) desde el año 2003. El J-10 está disponible en las variantes monoplaza de combate J-10A y biplaza de entrenamiento J-10S. Posteriormente, según se ha informado, una variante mejorada del monoplaza designada J-10B hizo su vuelo inaugural en febrero de 2009. Conocido en Occidente como "Vigorous Dragon", el J-10 ha sido diseñado para ser útil tanto en funciones de caza, como de bombardero ligero, y a su vez está optimizado para la operación todo-tiempo (día y noche). El J-10 está considerado como el reemplazo para el J-7 y el Q-5. Al momento de su desarrollo, la fuerza aérea china operaba alrededor de 250 aviones J-7 (MiG-21) de defensa aérea y ataque a tierra y unos 500 aviones de ataque Q-5. Desde su introducción en la década del 2000-2010, y hasta la puesta en servicio limitada del Chengdu J-20 de quinta generación, se caracterizó por ser el avión de combate de tecnología más avanzada desarrollado hasta el momento por la industria aeronáutica militar de la República Popular China.

## Desarrollo

### Programa

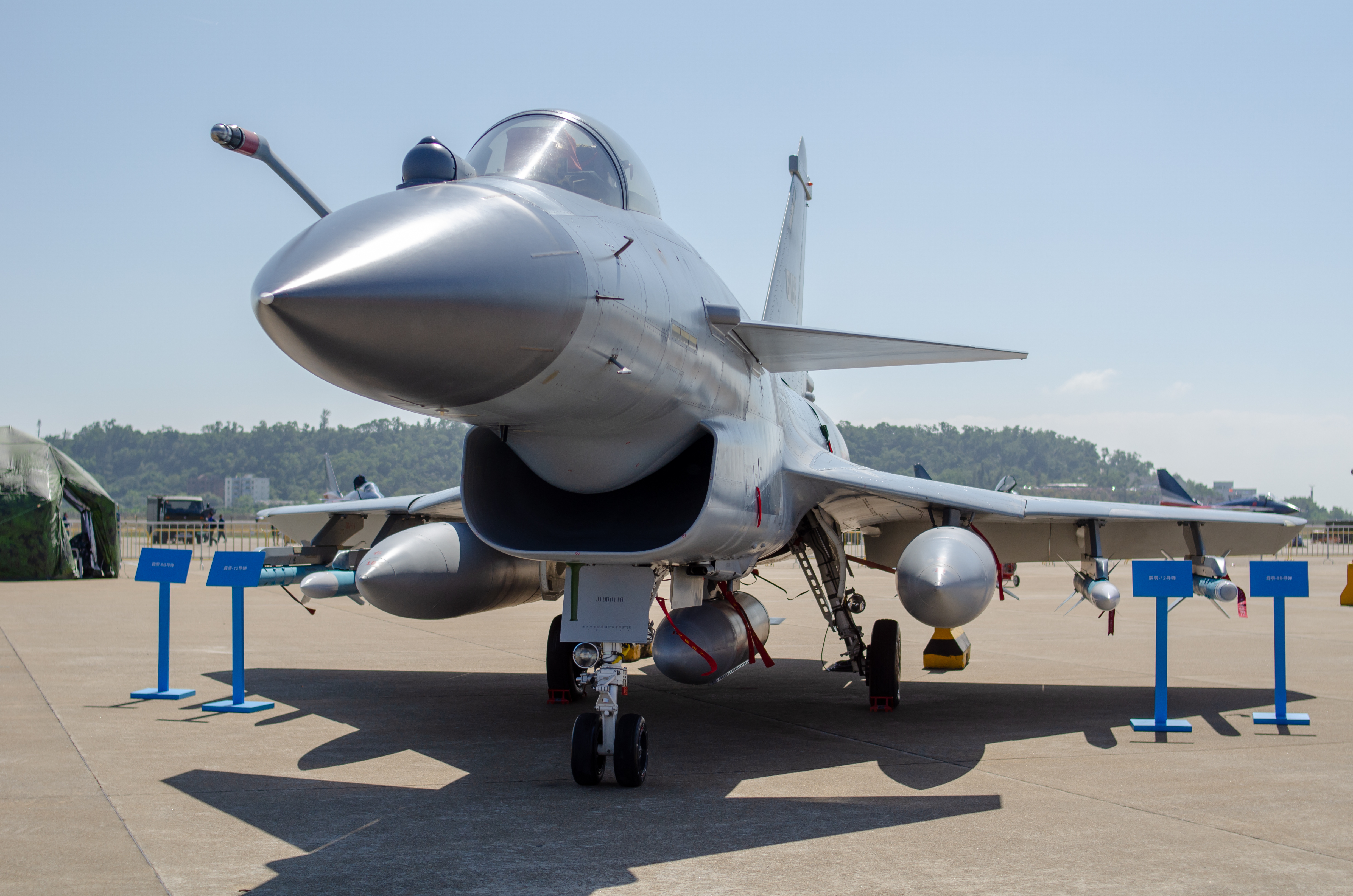
J-10B con misiles PL-10 y PL-8B y con entrada de aire sin desviador, exhibido en el Airshow China 2018.

El programa de diseño, para desarrollar el caza de combate J-10 conocido inicialmente como proyecto 8610 comenzó a mediados de los años 1980. El avión fue originalmente propuesto para ser un caza de superioridad aérea y alto rendimiento, un caza de combate aire-aire, cuya finalidad era contrarrestar a las aeronaves enemigas emergentes de cuarta generación, como el caza estadounidense Lockheed Martin F-16 Fighting Falcon, el caza francés Dassault Mirage 2000 y el caza soviético Mikoyan MiG-29; pero el final de la Guerra Fría y con las exigencias cambiantes del combate aéreo moderno, desplazaron su desarrollo hacia un nuevo avión polivalente de diseño multipropósito, con capacidad para realizar misiones de combate aire-aire, así como de ataque a tierra o aire-tierra (ambas misiones inclusive) en el mismo concepto. El Instituto 611, conocido asímismo, como el Chengdu Aircraft Design Institute, recibió la tarea de ser el principal desarrollador de esta moderna aeronave, designando a Song Wencong (宋文骢), el diseñador jefe del J-7III, como jefe de diseño y Xue Chishou (薛炽寿) su ingeniero en jefe. El diseñador general ayudante fue Su Longqing (苏隆清). 
Es interesante señalar el hecho de que una revista de ciencia juvenil china publicada en junio de 1979 mostrara un niño sosteniendo un modelo de un avión similar al J-10. Esta información explicaba que el niño había visto un diseño de aeronave sobre el cual su padre estaba trabajando en secreto, y así construyó un modelo que resultó ganador de un premio de ciencia basado en este (el modelo en el cual su padre trabajaba) , indicando esto que los primeros bosquejos del diseño del J-10 empezaron a realizarse antes de 1979.
Este proyecto fue originalmente financiado por el líder supremo de China, Deng Xiaoping, el cual autorizó la inversión de medio billón de renminbi para desarrollar una aeronave nativa, totalmente fabricada en China, pero el programa oficial para su construcción no comenzó sino unos años más tarde, en enero de 1986, cuando el gobierno de China emitió la autorización . Israel según se ha informado, colaboró en el desarrollo del nuevo caza J-10 proporcionando las tecnologías necesarias para su desarrollo y construcción, provenientes de su cancelado proyecto de avión de peso ligero IAI Lavi con alas en delta y alerones delanteros de tipo canard, incluyendo el diseño aerodinámico y el software necesario para el sistema de control de vuelo digital por cables fly-by-wire. El programa de desarrollo afrontó enormes dificultades a principios de los años 90, cuando China fue víctima de un embargo de armas impuesto por Estados Unidos y la Unión Europea. A mediados de los años 90, Rusia se involucró en el proyecto colaborando con el desarrollo del nuevo caza J-10 y suministró a China su motor de turbina para jets de combate, el turbofán Lyulka-Saturn AL-31F para impulsar la nueva aeronave. 
Aunque se conocía la existencia del J-10 dentro y fuera de China, el Gobierno de la República Popular de China no admitió oficialmente la existencia del avión sino hasta enero de 2007, cuando permitieron que las primeras fotografías del J-10 fueran publicadas por la agencia de noticias Xinhua, y más tarde, fue formalmente anunciado por el gobierno chino durante el mes de febrero. Había sido diseñado bajo tal nivel de secreto, que antes de su revelación oficial muchos detalles del moderno caza J-10 sólo estaban sujetos a especulación. Los rumores de un accidente durante las primeras pruebas de vuelo han sido negados abiertamente por el gobierno chino. Durante el anuncio inicial del J-10 el 1 de enero de 2007, ambos tanto la Agencia de Noticias Xinhua como el diario PLA, no informaron de ningún accidente desde el inicio del proyecto como uno de los logros a resaltar de los pilotos de pruebas. Esta aeronave de combate, la más avanzada desarrollada hasta el momento por la República Popular China fue presentada oficialmente al público en la bienal Air Show China (Exhibición Aérea China), mostrando un impresionante desempeño.
Luego se conoció, que el primer prototipo experimental del J-10 voló por primera vez el 22 de marzo de 1998, tripulado por el piloto de pruebas Lei Qiang (雷強) el vuelo tuvo una duración de alrededor de veinte minutos. Otro piloto de pruebas Li Zhonghua (李中华), voló el prototipo realizando verificaciones de su funcionamiento aerodinámico, las cuales continuaron hasta principios de diciembre de 2003, también fueron satisfactoriamente finalizadas las tareas de repostaje aéreo de combustible. En estas pruebas aerodinámicas, el avión fue llevado más allá de sus parámetros de diseño original y se descubrió que el avión fácilmente podía tolerar (resistir) exigencias o requisitos de mayores cargas aerodinámicas y de fuerzas de gravedad. La última parte del programa de vuelos de prueba, fue el lanzamiento en vivo de misiles aire-aire por el piloto de pruebas Xu Yongling (徐勇凌), que duraron desde el 21 de diciembre de 2003 al 25 de diciembre de 2003. Seis prototipos de la variante monoplaza para pruebas iniciales de vuelo, fueron entregados a la base de Entrenamiento de Pruebas de Vuelo de PLAAF / el 13 vo. Regimiento de Prueba en la base aérea de Cangzhou para realizar exámenes operacionales y presentar su posterior evaluación en marzo de 2003. El avión fue certificado para la finalización del diseño y producción en serie a principios de 2004. La primera unidad operacional del avión J-10 fue activada en la 44 va. División del Aire PLAAF / el 132 vo. Regimiento de Aeronaves basado en la base aérea de Luliang, en la provincia Yuannan del Sureste en julio de 2004. El nuevo avión de entrenamiento biplaza J-10S, voló por primera vez en diciembre de 2003 y fue certificado en 2005.
El lote inicial de 100 ejemplares, tanto en las variantes monoplaza como biplaza para entrenamiento de pilotos fue entregado al PLAAF entre 2004 y 2006. Se estimaba, que se podría requerir un total de 300 aviones para equipar a la PLAAF y a la Marina del PLA. Un gran número de países interesados en modernizar sus fuerzas aéreas, incluyendo Pakistán, Irán y Tailandia, también han mostrado un fuerte interés en el avión. En marzo de 2007, el jefe de Estado Mayor de las Fuerzas Aéreas Pakistaníes dijo a la prensa, que el país ultimaba un trato con China para comprar entre 32 y 40 aviones J-10, cuyas entregas esperaban se concretasen en el transcurso del 2009.

## Diseño

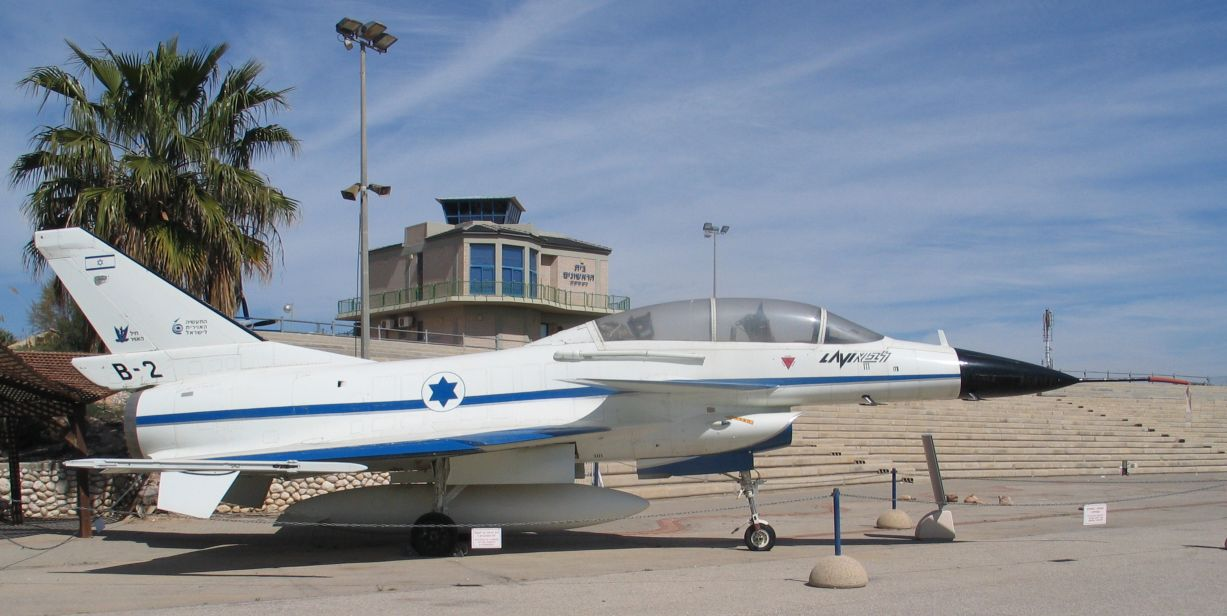
Prototipo del proyecto israelí cancelado IAI Lavi. Para algunos especialistas el J-10 posee influencia de ésta aeronave.

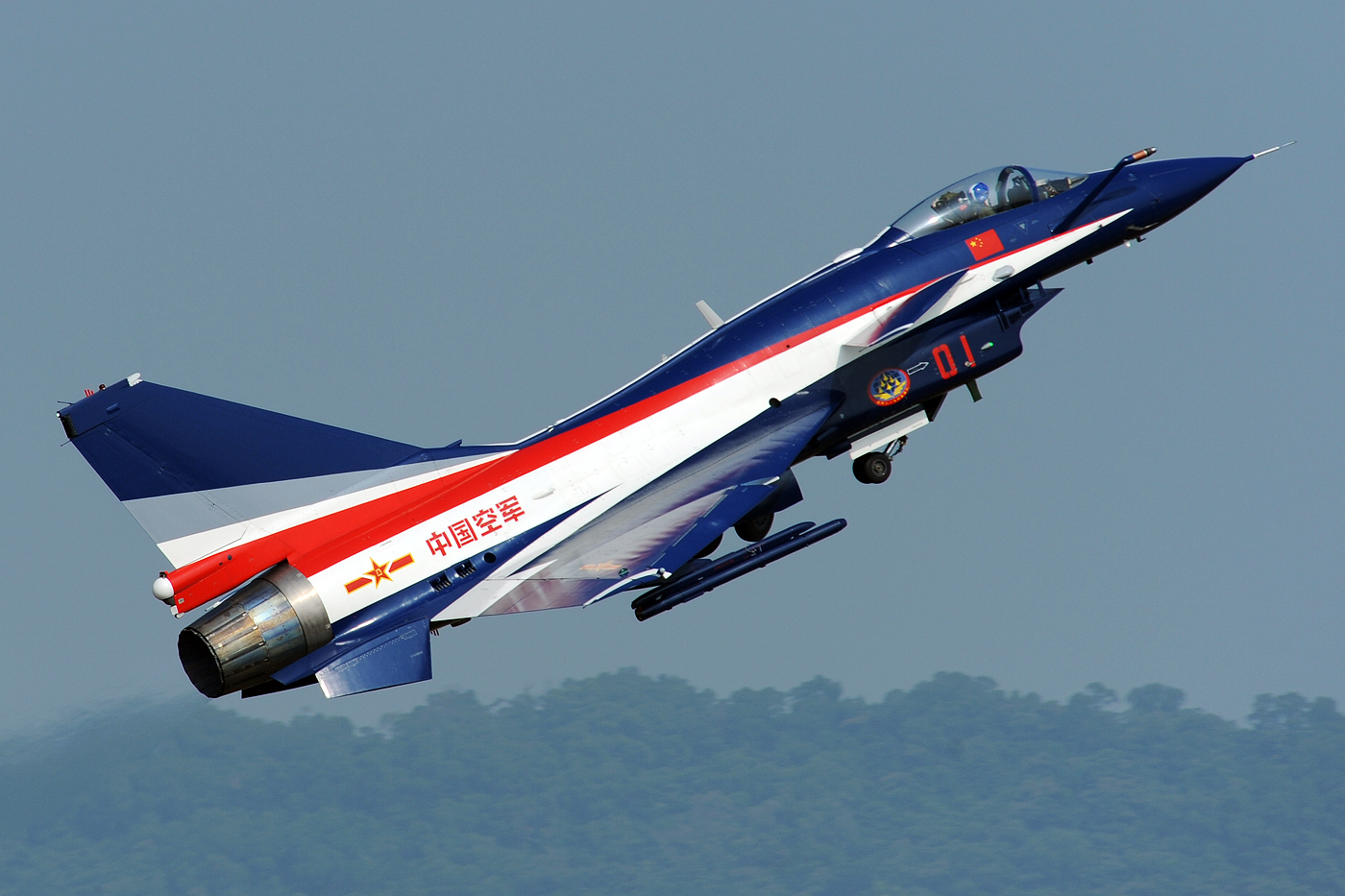
PLAAF J-10AY del equipo de acrobacias aéreas del 1 de agosto.

El caza polivalente de diseño multipropósito J-10, monomotor de peso medio, fabricado en China, es de ala en delta, mas adopta unas modernas aletas de cola móviles de tipo canard en su nuevo diseño aerodinámico, que fueron utilizadas con éxito por el caza ligero IAI Kfir fabricado en Israel, derivado este último del caza ligero francés Mirage 5; el caza polivalente de diseño multipropósito Atlas Cheetah de Sudáfrica, derivado del caza francés Dassault Mirage 5 repotenciado; el moderno caza ligero Saab 39 Gripen fabricado en Suecia; el nuevo caza pesado Eurofighter Typhoon del consorcio europeo Eurofighter GmbH y el moderno caza francés de peso medio Dassault Rafale, y que al principio fueron desarrolladas especialmente por técnicos de Israel para equipar al cancelado proyecto J-9 IAI Lavi de un caza ligero con ala en delta fabricado totalmente en Israel. El citado Lavi, fue inspirado en el diseño original del afamado caza occidental Lockheed Martin F-16 Fighting Falcon, con la tobera de ingreso de aire al motor, instalado bajo la cabina de mando, en un diseño aerodinámico muy moderno y avanzado.
El diseño del avión tiene estas modernas superficies de control horizontales, movidas hacia adelante para formar unas aletas de tipo canard delante del ala principal en forma de delta en la combinación conocida como «delta-canard», todo esto para mejorar la maniobrabilidad de la nave y su capacidad de sustentación. Cuando el avión se eleva, en lugar de forzar la cola hacia abajo disminuyendo el impulso general, las aletas horizontales de tipo canard levantan el morro aumentando el impulso o sustentación total. El efecto se produce porque las canard recogen y direccionan la corriente de aire, con lo cual el avión puede alcanzar mayor y mejor autoridad de control de vuelo en el momento del despegue y aterrizaje, con superficies de control de tamaño más pequeño, resultando a su vez en una menor resistencia y peso de las mismas (las superficies alares). La configuración «delta-canard» es inherentemente inestable (esto aerodinámicamente hablando) lo cual provee un alto nivel de maniobrabilidad, agilidad y capacidad de giro para el combate aéreo cerrado Dog-fighting particularmente a velocidades supersónicas. Sin embargo, esta característica de vuelo requiere de un sofisticado sistema de control computarizado de vuelo por cables Fly-by-wire (FBW), conocido como vuelo digital, con la finalidad de proveer la necesaria estabilización artificial con la ayuda de computadoras. Para este propósito el avanzado J-10 usa un sistema digital quadruplex (sistema de cuatro-canales FBW desarrollado por el Instituto 611. El programa (software) para el FBW fue desarrollado por el Instituto 611 usando el lenguaje ADA. 
Este moderno avión de combate de cuarta generación totalmente fabricado en China es un caza polivalente de diseño multipropósito, con capacidad en todo tipo de climas (incluso en vuelo nocturno y con mal tiempo), y diseñado para comandar misiones de ataque a tierra y naval, misiones de escolta de otros aviones y participar en combates aéreos contra otros aviones de caza (en resumen, puede atacar y defender). Su moderno diseño emplea una nueva toma de aire ajustable montada en la barbilla (debajo del morro y hacia atrás) y bajo la cabina de mando, similar a la utilizada en el moderno caza europeo Eurofighter Typhoon, la cual suministra el aire a un solo motor turbofán ruso Lyulka-Saturno AL-31FN con poscombustión. La parte superior de la toma de aire tiene incorporada una rampa de entrada de aire aerodinámica, diseñada para generar una onda de choque oblicua hacia atrás, con la finalidad de colaborar en el proceso de compresión de admisión de aire al motor de turbina y darle más potencia a velocidades supersónicas. La rampa aerodinámica se asienta en un ángulo agudo para desviar la corriente de aire de entrada de la dirección longitudinal. Este nuevo diseño creó un pasillo entre la toma de aire y el fuselaje avanzado, el cual requiere de seis pequeños rayos (soportes) para poder mejorar la estructura (su fortaleza) para el vuelo de alta velocidad supersónica. Este diseño de toma de aire, según se informó recientemente, fue substituido por un nuevo difusor de entrada de aire supersónica (DSI) en la última variante del avión, la J-10B.
El piloto se sienta en la cabina de mando en una posición alta, localizada encima de la toma de aire del motor turbofán y delante de las aletas canard. La burbuja de la cabina, es de gran tamaño y ofrece al piloto, buena visibilidad en todas las direcciones, un rasgo de vital importancia durante el combate aire-aire a corta distancia contra otros aviones cazas, conocido y bautizado por los pilotos de combate de Top-gun, como lucha Dog-fighting dogfight entre aviones de combate en vuelo cerrado. Los dos tripulantes se ubican en tándem en la cabina de dos asientos de eyección, sentados uno detrás del otro (piloto y copiloto operador de sistemas) con una carlinga en forma de burbuja de una sola gran burbuja para obtener gran visibilidad en combates contra otros aviones caza. 
El caza biplaza J-10S de entrenamiento en vuelo es idéntico a la variante monoplaza (J-10A y B) en desempeño y configuración de su aviónica. Una espina dorsal alargada en la cabina de mando que se extiende hasta el timón vertical de profundidad, acomoda la aviónica adicional para el segundo tripulante operador de sistemas. La aeronave biplaza puede ser usada tanto para el entrenamiento de vuelo de nuevos pilotos de combate, como para el combate normal (aire-aire) contra otros aviones caza y misiones de apoyo aéreo, escolta de bombarderos, ataque a tierra, guía de ataque de otros aviones de combate y ataque naval con misiles aire-superficie navales antibuque, del tipo de las misiones de ataque del avión de ataque naval francés Dassault-Breguet Super Étendard que revolucionó el combate naval moderno en la guerra de las Malvinas.
El nuevo computador de control de vuelo digital de a bordo dirige el avión para el piloto, convirtiendo al piloto en una parte del avión más integrada al computador, proporcionando la coordinación de vuelo automática e impidiendo al avión entrar en situaciones potencialmente peligrosas por su alta maniobrabilidad. Esto por lo tanto libera al piloto de carga de trabajo para concentrarse en sus tareas primordiales durante el combate, en forma similar a los sistemas de vuelo del caza francés Dassault Mirage 2000, el exitoso caza norteamericano Lockheed Martin F-16 Fighting Falcon, el caza pesado de largo alcance McDonnell Douglas F-15 Eagle, y lo hace comparable en este sentido al moderno caza francés Dassault Rafale.

### Radar y señalización

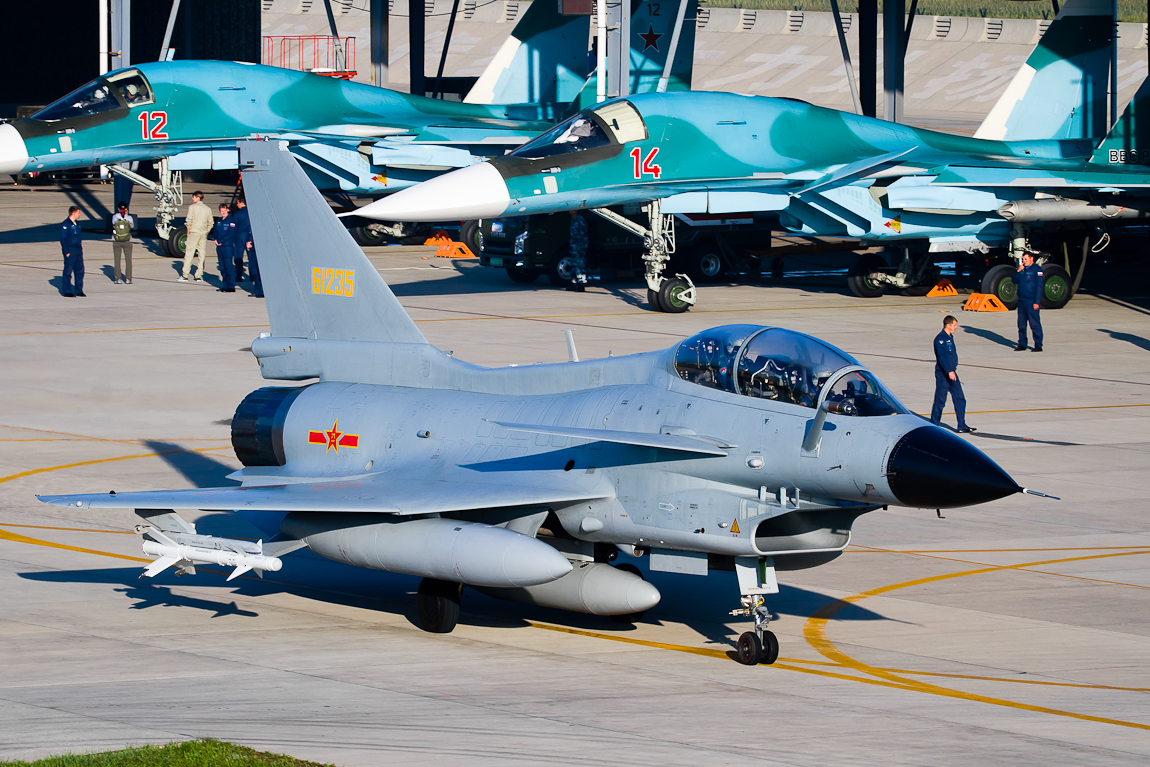
Un J-10S operado por la Fuerza Aérea China, asistiendo a un ejercicio militar en Rusia.

De acuerdo con su fabricante la Chengdu Aircraft Industry Corporation, el J-10 sería equipado con un nuevo radar plano AESA multimodo de control de fuego, diseñado totalmente en China. El radar mencionado posee una antena de exploración mecánica (planar array) en el plano horizontal y vertical, es capaz de mantener el seguimiento sobre 10 blancos enemigos y 2 de ellos, pueden ser enfrentados simultáneamente con misiles de radar de seguimiento semiactivo o 4 de ellos, pueden ser enfrentados con misiles de radar de seguimiento activo.
Se ha comentado que este moderno radar AESA fue diseñado por el Nanjing Research Institute of Electronic Technology (NRIET), designándolo con el nombre KLJ-10, y que se trata de una versión mejorada del radar instalado en el avión de combate ligero JF-17 Thunder. Se cree que está basado en tecnología proveniente de Rusia, Israel o una combinación de ambas, el radar podría ser comparable a diseños de radares occidentales de los años 90´s. Dicho radar, también puede ser reemplazado por modelos de tecnología más avanzada de diferentes orígenes, en las nuevas versiones de exportación del J-10 que tendrán software abierto, para poder utilizar equipo electrónico, computadoras, radar y armamento, del país comprador o fabricados en otros países. 
La empresa italiana FIAR (ahora SELEX Galileo) ha ofrecido su modelo de radar Grifo 2000/16 para su instalación por la Fuerza Aérea de Pakistán en el J-10. El 14 de junio, fue anunciado por los medios de comunicación de China que una versión del J-10 había sido equipada con un radar más avanzado radar (phased array radar).
En diversas exhibiciones relacionadas con la tecnología militar china para exportación, se han presentado varios modelos de "Pantalla montada en el casco" (helmet-mounted display) HMD, para suministrar información al piloto directamente a sus ojos, que desarrollados por organizaciones chinas habían sido mostrados. Se cree que el J-10 podría estar equipado con este moderno sistema para ayudar al piloto en el señalamiento de aviones enemigos. 
El J-10 también ha sido mostrado en fotos portando barquillas Pod de información del (FILAT) o "Señalamiento de Ataque por Láser Infrarrojo frontal", para la designación láser de objetivos enemigos y también, barquillas de exploración por Infrarrojo de barrido frontal (FLIR) para las condiciones de baja visibilidad, y los vuelos a baja altitud, para misiones de ataque de penetración profunda y vuelos rasantes sobre el mar.

### Propulsión

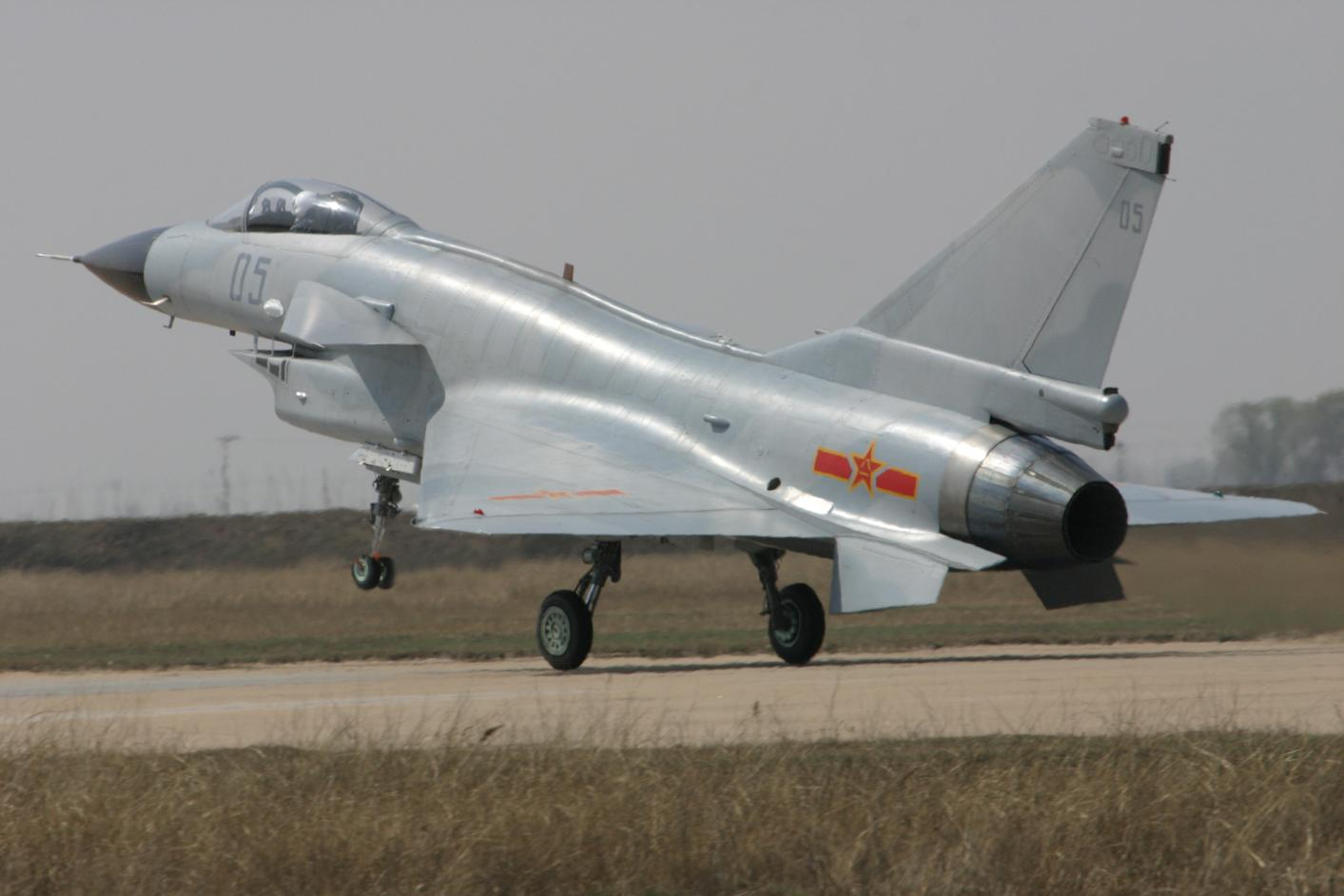
Un J-10 propulsado por un motor turbofan AL-31FN

El J-10 está originalmente impulsado por un solo motor turbofán ruso Lyulka-Saturn AL-31FN (AL-31), que suministra una salida de potencia máxima poder estático de 12.500 kgf (kilogramos-fuerza). La diferencia más significativa entre el AL-31FN y el nuevo AL-31F, es el arreglo de ciertas partes y mecanismos, debido a las limitaciones técnicas de la bahía (espacio) del fuselaje central para el motor en el J-10A (originalmente diseñada para un motor más pequeño). 
El nuevo turbofán AL-31F estaba diseñado originalmente, para propulsar un avión más grande y pesado, como el caza bimotor de largo alcance Su-27, por esto le ofrece una potencia sorprendente a un caza de menor peso. Para el nuevo J-10B, se diseñó la nueva variante del motor AL-31FN, especialmente construido para equipar este avión, las partes prominentes del motor, tales como, la caja reductora y la bomba de aceite, están ubicadas de manera opuesta a las mismas del anterior motor AL-31F.
Más tarde, el fabricante de motores turbofán Saliut de (Rusia) ofreció para la dotación del nuevo Super Chengdu J-10B, que es una versión más avanzada del avión J-10A original, su aún más poderoso motor turborreactor AL-31FN M1, ese mismo potente motor, de cuyas copias análogas son fabricadas en China bajo licencia y están dotados los cazas pesados de doble turbina Su-27 y los nuevos Su-30, incluidos los aviones que se suministran a China.
Pero el nuevo motor de doble cuerpo y doble flujo modernizado AL-31NF M1, que utiliza el flujo mixto del conducto interior y exterior detrás de la turbina, con cámara de postcombustión común para todos los conductos y la nueva tobera de postcombustión ajustable, sí se distingue grandemente de sus modelos predecesores. Tiene un nuevo dispositivo, que aumenta el consumo de aire destinado a enriquecer el combustible, mayor fuerza de empuje y tiene instalado un turbo arrancador de elevada potencia. Todo esto, aparte de que el sistema de control del motor tiene un dispositivo digital de regulación del funcionamiento del motor FADEC, lo cual ha aumentado sustancialmente su fiabilidad, prolongado su vida útil y ha disminuido los gastos de explotación, mantenimiento y reparaciones avanzadas.
Por ejemplo, la fuerza de empuje del nuevo motor de turbina que equipa a este caza, aumentó desde 12500 kg/s hasta 14000 kg/s. El tiempo entre reparaciones aumentó hasta 600 horas, la vida útil, hasta 1800 horas y el período entre reparaciones avanzadas, hasta 10 años. Además, el nuevo motor turbofán AL-31FN M1 tiene instalada una tobera de escape de gases variable, lo cual le atribuye al nuevo y sorprendente caza J-10B, una maniobrabilidad excepcional con empuje vectorial. Como suelen decir los aviadores, es capaz de girar alrededor de su cola. Ello significa que en un combate aéreo cercano Dog-Fighting posee enormes ventajas frente a otros aparatos análogos extranjeros convencionales, incluidos los americanos F-16.
La empresa rusa fabricante del motor de turbina Saliut suministró a Pekín 54 de los nuevos motores turbofán AL-31FN, con el nuevo sistema de control de combustible que se regula automáticamente, a la plena autoridad redundante de control Digital del motor (FADEC). Según dice el director general de la empresa, Yuri Eliseiev, se tendrán que suministrar a China cien motores de este tipo, para equipar sus nuevos aviones Chengdu J-10B por un valor de 300 millones de dólares. Este contrato, permite intensificar nuestra cooperación con China y evitar, que se limite a la fabricación de sólo motores para la familia de aviones Su-30 (informó el mismo Yuri Eliseiev).

## Variantes

### Versión J-10B

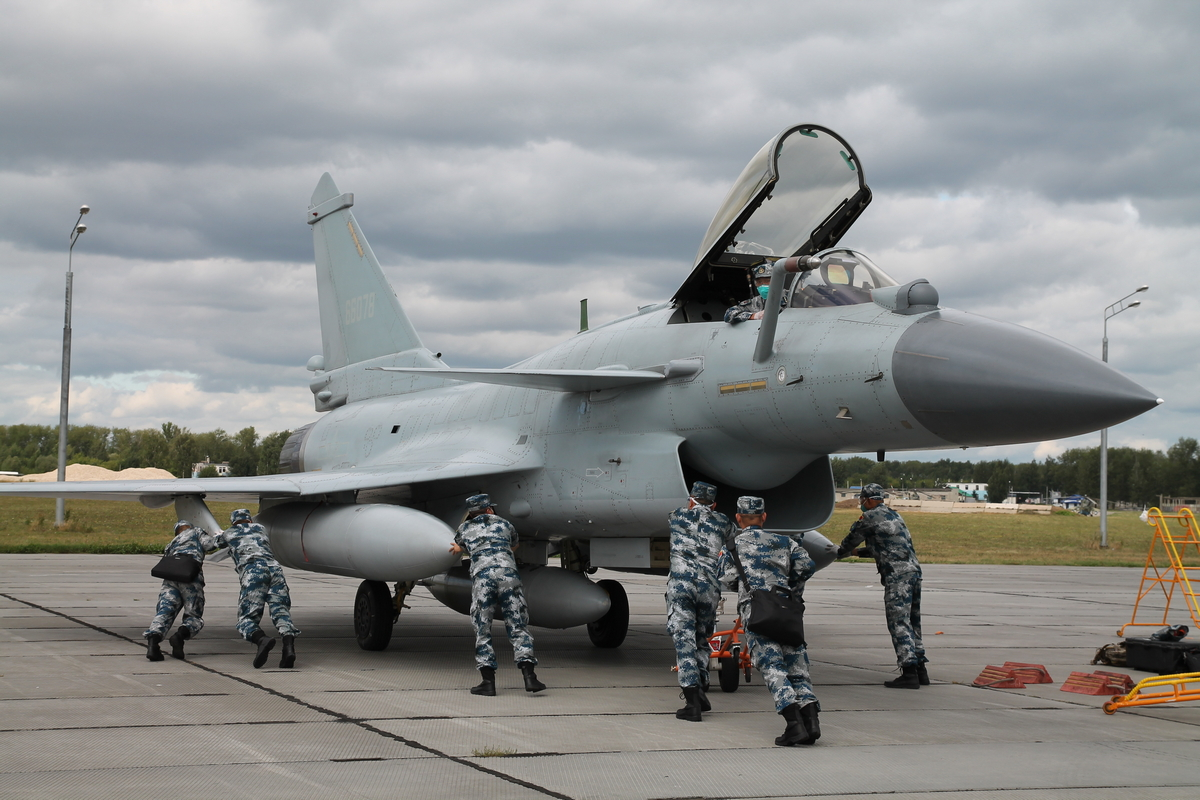
Personal de tierra de PLAAF preparando un J-10B para la competición internacional Aviadarts-2021

Esta una nueva versión 4,5+ a la par de cazas como el estadounidense F-16 Block 60, el francés Rafale y el europeo Eurofighter Typhoon, es un desarrollo del J-10A disponible para exportación, se presenta con muchas mejoras (actualizaciones) al diseño original del primer caza J-10, entre ellas, una rediseñada tobera de ingreso de aire al motor, más aerodinámica y eficiente, denominada (Diverterless Supersonic Intake) DSI, muy parecida al diseño de la tobera de ingreso de aire al motor, del proyecto del nuevo avión caza experimental Boeing X-32 de diseño furtivo con ala en delta de quinta generación, que compitió con el caza experimental X-35, para equipar a la Fuerza Aérea de los Estados Unidos y nunca se logró construir en serie, que le da un nuevo perfil de avión furtivo de baja marca de radar y recuerda el diseño, de la tobera de ingreso de aire al motor del caza naval LTV A-7 Corsair II, de forma redonda, ensanchada y más aerodinámica, que permite capturar más aire para alimentar al motor.
Tiene el nuevo sensor infrarrojo delantero Infra-red Search and Track (IRST) instalado sobre el cono del radar, en el costado derecho de la cabina, un sistema de avistamiento optoelectrónico, de funcionamiento "silencioso" o pasivo (sin emisión electromagnética), una cámara infrarroja giro estabilizada y telémetro láser, en forma similar al moderno caza ruso MiG-35 y al caza pesado de largo alcance Su-30, derivado del caza Su-27 vendido a China y del que se fabricó, con una patente de fabricación de Rusia, por lo que se presume, se aplicó la ingeniería inversa para instalarlo con éxito en el caza nacional J-10, este sistema de avistamiento para combate contra otros aviones caza (IRST), es un nuevo sistema de puntería integrado en el casco del piloto, es un pequeño domo con una cúpula transparente sobre el cono del radar, es un sistema de búsqueda y seguimiento del objetivo enemigo por infrarrojos IRST, que va montado sobre el cono del Radar, frente al costado derecho del parabrisas de la cabina de mando, funciona en dos bandas de radiación infrarroja y se utiliza, junto con el radar de la nave, en una misión de combate "Aire-aire" contra otros aviones caza en combate cerrado dogfight. Funciona como un sistema de búsqueda y seguimiento por infrarrojos (IRST), proporcionando detección y seguimiento del objetivo pasivo. En una misión de combate "Aire-superficie", realiza identificación y localización de objetivos. También proporciona ayuda de navegación y de aterrizaje, está enlazado con el visor montado en el casco del piloto, con un sensor que gira en forma permanente, mide la distancia del avión enemigo, sin necesidad de alertar al avión enemigo con el radar de la nave y le informa al piloto, la posición de la nave enemiga. Tiene una nueva mira electrónica montada en el casco, que le permite al piloto designar sus blancos con solo mirar hacia ellos, HMD por sus siglas en inglés (Helmet Mounted Display) y una nueva pantalla de información de blancos sobre el panel de control, pantalla HUD Head-up display. 
Tiene nuevas aletas ventrales modificadas para tener mayor estabilidad horizontal, parecidas a las del afamado caza occidental Lockheed Martin F-16 Fighting Falcon y que también, están presentes en el caza IAI Lavi que sería fabricado en Israel; tiene nuevos soportes de carga bajo las alas (11 en total), un diseño de la cabina más aerodinámico con el dorso del avión en forma de una pequeña joroba, parecido al del caza ruso Su-27 que mejora su elevación y maniobrabilidad, un nuevo Radar Plano AESA y nuevos sensores traseros en el timón vertical de cola, con un borde angular muy parecido al del caza francés Dassault Rafale.
Así mismo, podrá transportar una vaina con equipos electrónicos Pod de información en un pilón de carga de armas, para el combate en el aire contra otros aviones caza, misiones de ataque a tierra y ataque naval, orientación y navegación multi-espectral, diseñado para la navegación y la iluminación del objetivo, para mejorar las capacidades de ataque en todo tipo de clima, de día y de noche. 
Presentará a los pilotos en tiempo real, Forward Looking Infra-Red (FLIR) y de dispositivos de carga acoplada (CCD) de imágenes de la batalla, la posición de los aviones enemigos y los blancos asignados para atacar. El sensor de alta resolución, permite a los pilotos poder identificar adecuadamente los objetivos de combate y evitar daños colaterales. La nave podrá estar en pleno funcionamiento las 24 horas del día y en condiciones meteorológicas adversas, para operaciones de combate en todo tipo de clima.
Los sensores podrán estar incorporados en una sola vaina aerodinámica, en forma de un misil Pod de información y proporcionar, a la tripulación del avión de combate y otros aviones caza del "Ala de combate", toda la información del campo de batalla y el tazón de combate, la zona de batalla aérea contra múltiples blancos enemigos, con la flexibilidad necesaria para realizar múltiples misiones y tareas que incluyen: 
- Nueva mira láser que permite la detección in-situ de las misiones de cooperación con la clasificación de objetivos.

- Láser de marcado para las misiones de cooperación con gafas de visión nocturna (NVG) en el casco del piloto.

- La realización de vuelos de bajo nivel de noche (de navegación) para misiones de ataque de penetración profunda en forma furtiva, con el Radar principal apagado para no ser detectado.

- Punto de igualdad de oportunidades y la zona Tracker-Tracker inercial, para informar al avión del "Ala de combate" que el computador seleccione como mejor posicionado para el ataque.

- Identificación de objetivos aéreos del más allá del Rango Visual (BV). Detección / reconocimiento / identificación de avión amigo o enemigo, designación láser de blancos de superficie.

- Precisión de entrega de bombas guiadas por láser, municiones guiadas por satélite GPS, las bombas de racimo y de propósito general, y poder filmar, la evaluación de daños para un análisis confiable de la misión de batalla.

- Integración de la capacidad de información a todos los aviones del "Ala de combate" y a la Base de comando en tierra, en tiempo real.

El Pod de información es un sistema autónomo de táctica independiente multi-sensor de reconocimiento, que consiste en una cápsula aerodinámica en forma de misil, que puede ser transportado fácilmente por cualquier caza J-10B, para suministrar varios tipos de información a la cabina de mando del piloto y a otros aviones caza, basado en la orientación Litening - POD de exploración y explotación de una estación terrestre. El POD al mismo tiempo recoge señales infrarrojas (IR) y visuales (VIS e IR cercano) imágenes digitales dentro de un campo muy amplio de lo que se refiere a la zona de batalla y exploración de los objetivos, de acuerdo con un plan de misión automática o de la operación manual. 
Las imágenes y la anotación de datos se registran en un grabador de estado sólido y de transmisión de la estación, de la explotación de la información a través del enlace de datos. Las imágenes se interpretan en la estación de la explotación del suelo, la base de comando en tierra tiene una información completa de la batalla a tiempo real.
El concepto abarca un sistema único de la vaina POD, con una sola carga útil de sensores que tiene sensores en los IR (infrarrojos) y el VIS (visual e infrarrojo cercano) bandas de frecuencia, que tiene tres campos de visión (FOV) en IR y cuatro en el VIS, y la capacidad, de tener una línea directa de la vista de todos los sensores, hacia cualquier dirección en el espacio aéreo, con una casco de información a la vista del piloto.
Los sensores se pueden mover fácilmente, utilizando grandes conjuntos de coordinación de dos dimensiones plano (FPA) montado sobre un sistema de cardanes de 4 ejes, para el movimiento horizontal y vertical, y las imágenes, son capturadas por la exploración con los cardanes y podrán tomar, fotografías o videos instantáneos de la zona de objetivos. La línea de visión es exactamente dirigida hacia la zona de objetivos mediante un sistema integrado de navegación inercial (INS), y la compensación de movimiento en todas direcciones, se logra mediante el bloqueo de la línea de sensores de visión en la región de interés (ROI), mientras que para la captura de imágenes, la compensación de movimiento es mediante el seguimiento de inercia avanzados y mapas de elevación digital (DEM) programados previamente en la vaina aerodinámica.

### Versión J-10C
Una nueva versión fue puesta en servicio el 15 de abril del 2018. En ella el diseño fue mejorado en gran medida. El avión está equipado con un radar AESA y porta  los nuevos misiles aire-aire chinos PL-10 de corto alcance y PL-15 de largo alcance (AAM). Desde que está en servicio, la Fuerza Aérea del Ejército Popular de Liberación (PLAAF) ha dejado de producir el J-10 B en provecho del mejor J-10 C.

## Componentes del Chengdu J-10C
China -  Rusia

### Armamento
| Sistema                                           | País                                  | Fabricante                            | Notas                                |
| ------------------------------------------------- | ------------------------------------- | ------------------------------------- | ------------------------------------ |
| Cañón                                             | Bandera de Rusia                      | KBP Instrument Design Bureau          | 1 × Gryazev-Shipunov GSh-23 de 23 mm |
| Bomba guiada láser LT-2                           | Bandera de la República Popular China | LOTDC                                 |                                      |
| Misil aire-aire de corto alcance infrarrojo PL-8  | Bandera de la República Popular China | Xi'an Eastern Machinery Factory CATIC |                                      |
| Misil aire-aire de corto alcance infrarrojo PL-9  | Bandera de la República Popular China | CNAIEC                                |                                      |
| Misil aire-aire de corto alcance infrarrojo PL-10 | Bandera de la República Popular China | EOTDC                                 |                                      |
| Misil aire-aire BVR radar PL-12                   | Bandera de la República Popular China | EOTDC                                 |                                      |
| Misil aire-aire BVR radar PL-15                   | Bandera de la República Popular China | China Airborne Missile Academy        |                                      |
| Misil antirradiación YJ-91                        | Bandera de la República Popular China | Hongdu                                |                                      |
| Misil aire-tierra KD-88                           | Bandera de la República Popular China | Hongdu                                |                                      |

### Propulsión
| Sistema | País                                  | Fabricante                       | Notas              |
| ------- | ------------------------------------- | -------------------------------- | ------------------ |
| Motor   | Bandera de la República Popular China | Aero Engine Corporation of China | 1 × Shenyang WS-10 |

## Usuarios

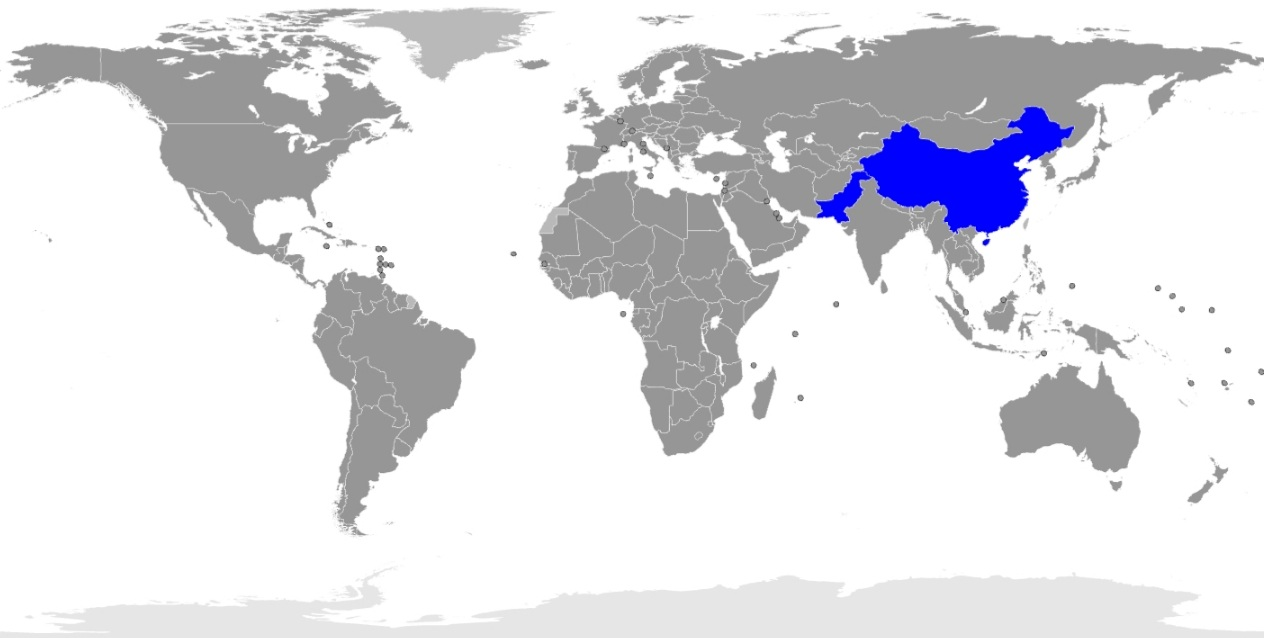
Mapa de los operadores de Chengdu J-10 en azul

### Exportaciones
La empresa Corporación de Industria y Aviación China (AVIC) planea vender una variante mejorada del J-10, probablemente la nueva versión J-10B, una vez que su desarrollo sea completado, disponible con varias opciones, equipo electrónico y motores. Varios países han mostrado su interés y Pakistán es probablemente, el primer cliente de exportación del nuevo J-10B, con entregas que deben tener lugar entre el 2014-2015.
- República Popular China: Fuerza Aérea del Ejército Popular de Liberación : 236 J-10A, 55 J-10B, 220 J-10C, 77 J-10S a partir de 2023

- Fuerza Aérea de Pakistán: A finales de febrero de 2006, el entonces presidente de Pakistán, Pervez Musharraf, tras una visita a las instalaciones de producción del J-10B y JF-17, afirmó que China había ofrecido vender el J-10B a Pakistán y que consideraría la oferta.[23] El 7 de marzo de 2009 el Mariscal en Jefe del Aire (Air Chief Marshal) Tanvir Mehmood Ahmed, entonces Jefe del Aire de la Fuerza Aérea de Pakistán, declaró que los aviones de alta tecnología serían designados FC-20 y dos escuadrillas (36 aviones) serían entregados a la PAF entre el año 2014 y 2015, después de algunas mejoras conforme a los requerimientos de la PAF.[24][25][26] El 11 de marzo de 2022, la PAF incorporó a su flota el moderno avión de combate J-10CE (20 entregados y 16 pedidos).

- Fuerza Aérea de Irán: Irán habría firmado un contrato para la compra de 24 nuevos J-10B a China en octubre de 2007. El acuerdo estaba estimado en mil millones de dólares aproximadamente, con las entregas de los 24 motores esperadas entre el 2008 y 2010.[27] Sin embargo, China negaría más tarde que la venta se hubiese llegado a concretar.[28]

## Historia operacional

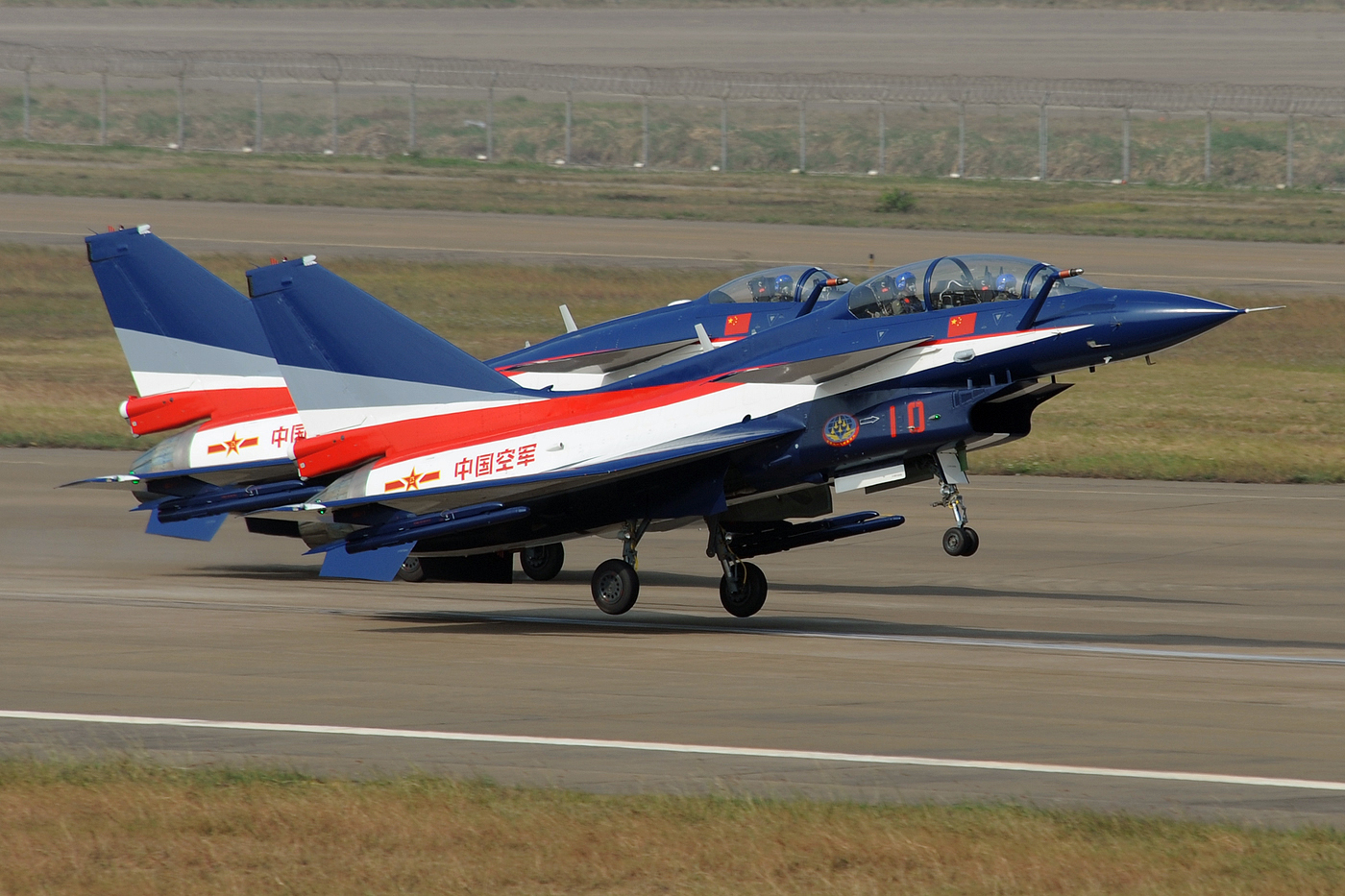
Chengdu J-10

El primer avión fue entregado al 13.° Regimiento de Pruebas de la Fuerza Aérea del Ejército Popular de Liberación el 23 de febrero de 2003. El avión fue declarado operativo en diciembre del mismo año, después de 18 años en desarrollo. El primer regimiento operacional fue el 131.° Regimiento de la 44.ª División.
En 2025 en el contexto de enfrentamientos en Cachemira entre India y Pakistán, se afirmó por parte de Pakistán del derribo de varios cazas Dassault Rafale Indios por cazas Chengdu J-10, los cuales al momento del cese de las hostilidades en mayo de 2025 no han sido confirmados por India.

## Accidentes significativos
El 1 de agosto de 2009, un J-10 de la República Popular China , tripulado por Meng Fansheng, se estrelló debido al mal funcionamiento del motor. El piloto se eyectó con éxito.
El 13 de noviembre de 2016, la primera mujer piloto certificada para volar en el J-10, la capitán Yu Xu, murió durante un vuelo de entrenamiento de rutina con el equipo de acrobacia aérea 1.º de agosto en la provincia de Hebei. La piloto se eyectó después de chocar con otro avión durante el entrenamiento, siendo golpeada por el ala de otro avión y resultando muerta.  Sin embargo, algunos medios oficiales informaron que no pudo salir a tiempo de su avión antes de que impactara contra el suelo. El copiloto masculino sobrevivió al accidente.

## Especificaciones (J-10CE)

### Características generales
- Tripulación: 1 piloto
- Longitud: 15,5 m
- Envergadura: 9,7 m
- Altura: 4,78 m
- Superficie alar: 39 m²
- Peso vacío: 9.750 kg
- Peso cargado: 14.876 kg
- Peso útil: 4.500 kg
- Peso máximo al despegue: 19.277 kg
- Planta motriz: 1× turbofán Saturn-Lyulka AL-31FN o Shenyang WS-10A.
  - Empuje normal: 79,4 kN (8.101 kgf; 17.860 lbf) el primero, 89,2 kN (9.094 kgf; 20.050 lbf) el segundo. de empuje.
  - Empuje con postquemador: 122,5 kN (12.491,3 kgf; 27.539 lbf) el primero, 132 kN (13.460 kgf; 29.675 lbf) el segundo. de empuje.

### Rendimiento
- Velocidad máxima operativa (Vno): 2.300 km/h, 1.480 km/h a nivel del mar
- Alcance: 3.650 km
- Alcance en combate: 1.310 km
- Techo de vuelo: 18 000 m (59 055 ft)
- Carga alar: 335 kg/m²
- Empuje/peso: 0,98

Dibujo de 3 vistas del Chengdu J-10

- Límites de fuerzas G. +9/-3 g (+88/-29 m/s²)

### Armamento
- Cañones: 1× cañón de 23 mm con doble cañón
- Puntos de anclaje: 11 en total (6× bajo las alas, 5× bajo el fuselaje central) con una capacidad de 7.000 kg, para cargar una combinación de:  
  - Bombas: bombas guiadas por láser (LT-2), bombas plantadoras (LS-6) y bombas de caída libre.
  - Cohetes: Contenedores de cohetes de 90 mm
  - Misiles: 

    - Misiles aire-aire: PL-8, PL-9, PL-11 y PL-12, PL-10, PL-15
    - Misiles aire-superficie: PJ-9 e YJ-9K

  - Otros: Hasta 3 tanques de combustible externos (1 bajo el fuselaje y 2 bajo las alas).

### Aviónica
- Radar de control de tiro multimodo NRIET KLJ-10
- Contenedores de aviónica externos:
  - Pod de búsqueda y seguimiento por infrarrojos (IRST) Tipo Hongguang-I
  - Pod interferidor BM/KG300G
  - Pod de reconocimiento electrónico KZ900
  - Pod de navegación/ataque Blue Sky
  - Pod FILAT (Forward-looking Infra-red Laser Attack Targeting)

### Desarrollos relacionados
- Chengdu J-9

### Aeronaves similares
- Eurofighter Typhoon
- Dassault Rafale
- Dassault Mirage 2000
- Saab Gripen
- JF-17 Thunder
- Lockheed Martin F-16 Fighting Falcon
- Boeing F/A-18 Super Hornet
- HAL Tejas
- Mitsubishi F-2
- Mikoyan MiG-29
- Mikoyan MiG-29M
- Mikoyan MiG-35